# 拉瓜迪亚
拉瓜迪亚（西班牙語：La Guardia）是西班牙加利西亚自治区蓬特韦德拉省的一个市镇。 总面积21平方公里，总人口9835人（2001年），人口密度468人/平方公里。